# Ладога
Ладога (рус. Ла́дожское о́зеро, фински: Laatokka, историјско име Нево) је језеро у европском делу Русије, у близини руско-финске границе. Ово је по површини највеће језеро у Европи, а петнаесто у свету.

## Географија
Језеро Ладога се налази у републици Карелија, у Лењинградској области. Површина језера у разним изворима варира од 17.700 до 18.400 km². Језеро је у правцу север-југ дугачко 219 km, а његова највећа ширина достиже 138 km. Просечна ширина језера износи 83 km. Дубина језера се разликује од дела до дела: у северном делу језера она се колеба од 70 до 260 m, а у јужном од 20 до 70 m. Просечна дубина је 51 m. Површина слива језара износи око 276.000 km², а запремина 908 km³.

### Реке
Басену језера Ладога припада око 50.000 мањих језера и око 3.500 река дужих од 10 km.
Веће реке које се уливају у језеро су:
- Свир из језера Оњега (просечан проток 790 m³/s),
- Волхов — са југа, из језера Иљмен (просечан проток 580 m³/s),
- Вуоксен - из Финског језера Сајме (просечан проток 540 m³/s),

Нева је једина река која истиче из језера Ладога и повезује га са Лењинградом и Финским заливом. Река Свир која утиче у њега га повезује са језером Оњега, а оно даље са Белим морем преко Беломорско-балтичког канала.

### Острва
У језеру се налази око 660 острва, са укупном површином од око 435 km². Највећи део острва, укључујући и познато острво Валам (рус. Валаам) се налази у северозападном делу језера. У овом делу језера се налази Валамски архипелаг (рус. Валаамский архипелаг) са око 50 острва укупне површине 36 km².

## Геолошка историја
Геолошки, депресија језера Ладога је грабенска и синклинална структура из протерозоикчког доба (прекамбријума). Ова „Ладога–Паша структура”, како је позната, садржи јотнијанске седименте. Током плеистоценских глацијација ова депресија је била делом ослобођена њених седиментних стена путем глацијалног продубљивања. Током последљег глацијалног максимума, пре око 17.000 година, ово језеро је вероватно служило као канал у коме се концентрисао лед Феноскандинавске ледене плоче у ледену струју која је напајала глечерске режњеве даље на истоку.
Деглацијација након Вајхселске глацијације одвила се у басену језера Ладога пре између 12.500 и 11.500 радиокарбонских година. Ладошко језеро је у почетку било део Балтичког леденог језера (70–80 m изнад данашњег нивоа мора), историјске слатководне фазе Балтичког мора. Могуће је, иако није сигурно, да је Ладога била изолована од њега током регресије наредне бочате фазе Јолдиског мора (пре 10.200–9.500 година). Праг изолације требало би да буде у Хеинјокију, источно од Виборга, где су Балтичко море и Ладога били повезани мореузом или речним изливом најмање до формирања реке Неве, а можда чак и много касније, до 12. века нове ере.
Пре 9.500 година, Оњешко језеро, које се претходно уливало у Бело море, почело је да се улива у Ладогу преко реке Свир. Пре између 9.500 и 9.100 година, током трансгресије језера Ансил, следећег слатководног стадијума Балтика, Ладога је свакако постала његов део, чак и ако нису непосредно пре тога били повезани. Током накнадне регресије Ансилског језера, пре око 8.800 година Ладога је постала изолована.
Ладога је полако преступала у свом јужном делу због подизања Балтичког штита на северу. Претпоставља се, мада то није доказано, да су воде Литоринског мора, следећег степена са бочатом водом на Балтику, повремено допирале до Ладоге пре између 7.000 и 5.000 година. Пре око 5.000 година вода језера Сајма продрла је у Салпауселку и формирала нови исток, реку Вуокси, која је ушла у језеро Ладога у северозападном углу и подигла ниво за 1–2 1–2 m.
Река Нева је настала када су воде Ладоге коначно пробиле праг код Порогија у доње делове реке Ижоре, тада притоке Финског залива, пре између 4.000 и 2.000 година. Датирање неких седимената у северозападном делу језера Ладога сугерише да се то догодило пре 3.100 радиоугљеничних година (што је пре 3.410–3.250 календарских година).
- Ладошко језеро као део Балтичког леденог језера (пре између 11200 и 10500 година). Светлоплава линија означава ивицу леденог покривача пре 13300 година.
- Ладошко језеро као део језера Анкил (пре између 9300 и 9200 година). Тамнозелена линија означава јужну обалу језера Ладога током јолдијског стадијума Балтичког басена.

## Историја
У средњем веку језеро је чинило витални део трговачког пута који је повезивао Варјаге (скандинавско племе Викинга) и Византију.
Између 1611. и 1715. године на највећем језерском острву Валам (рус. Валаам), је основан Валамски манастир (рус. Валаамский монастырь)
За време рата између Русије и Шведске који се водио од 1610. до 1617. године језеро су окупирали Швеђани. Године 1617. по миру у Стоблову, северна и западна обала је припала Шведској. После Великог северног рата, 1721. године, ове територије су Ништадским миром (рус. Ништадтский мир) враћене Русији. Касније, од 1812. до 1940. године северна обала језера је припадала Финској и језеро је чинило Руско-Финску границу. Међутим 1940. године обал је са Финско-Карелиском превлаком прикључена Совјетском Савезу.
За време опсаде Лењинграда (1941—1944), језеро Ладога је било једини излаз из опкољеног града. Лењинград се снабдевао намирницама преко залеђеног језера. Пут којим је зими град могао да комуницира са остатком Русије је називан „Пут живота“ (рус. Дорога Жизни).

## Градови на обали језера Ладога
- Шлиселбург (рус. Шлиссельбу́рг, 59° 56′ N 31° 02′ E / 59.933° С; 31.033° И)
- Новаја Ладога (60° 06′ N 32° 18′ E / 60.100° С; 32.300° И)
- Сјастрој (рус. Сясьстрой, 60° 08′ N 32° 34′ E / 60.133° С; 32.567° И)
- Питкјаранта (рус. Питкяранта, 61° 34′ N 31° 28′ E / 61.567° С; 31.467° И)
- Сортавала (рус. Сортавала, 61° 42′ N 30° 41′ E / 61.700° С; 30.683° И)
- Лахденпохја (рус. Лахденпо́хья, 61° 31′ N 30° 12′ E / 61.517° С; 30.200° И)
- Приозерск (рус. Приозе́рск, 61° 02′ N 30° 08′ E / 61.033° С; 30.133° И)

## Галерија
- Архипелаг језера
- Сплавови на каналу Петра Великог
- Острво Коневец
- Сортавалска лука
- Острво Валам
- Валамски архипелаг
- Стена на Видлитси, западна обала
- Мираж на језеру
- Орешка тврђава
- Поглед